# Ėlektronika MS 0511
L'Ėlektronika MS 0511 (in russo Электроника МС 0511?) era un microcomputer prodotto in Unione Sovietica da Ėlektronika e compatibile con il PDP-11. Destinato prevalentemente al settore della istruzione, era conosciuto anche come Ėlektronika UK NC (in russo Электроника УК НЦ?), dove UK NC è l'acronimo di učebnyj komp'juter Naučnogo centra (in russo учебный компьютер Научного центра?), ovvero "Computer educativo del Centro scientifico".

## Hardware
- CPU: KM1801VM2 @ 8 MHz
- Processore per la gestione delle periferiche: KM1801VM2 @ 6 MHz (4 MHz nei primi modelli)
- CPU RAM: 64 KB
- PPU RAM: 32 KB
- ROM: 32 KB
- video RAM: 96 KB (3 piani da 32KB ognuno)
- Keyboard: 88 tasti
- LAN controller integrato
- Controller per registratore a nastro

Una caratteristica unica era la presenza di un processore dedicato alla gestione delle periferiche e chiamato peripheral processing unit (PPU). Il PPU gestiva il video, la LAN ed il clock.
Dell'UKNC ne furono messi in commercio 3 sotto modelli: 0511, 0511.1, 0511.2. 
Il 0511.1, destinato all'uso domestico, aveva un'alimentazione a 220V AC. Gli altri avevano un'alimentazione a 42V AC.
Il 0511.2 era invece dotato di un nuovo firmware con funzionalità estese.

## Software
- Sistema Operativo: RAFOS, FODOS (RT-11 clones) or RT-11SJ/FB
- LAN control program
- Linguaggi di programmazione:
  - BASIC (Vilnius BASIC)
  - Fortran
  - Pascal
  - Modula-2
  - C
  - Assembly
  - Rapira
  - E-practicum
  - Logo
  - Prolog
  - Forth
  - FOCAL